# Рыбный промысел в Дании
Рыбная промышленность Дании функционирует вдоль побережья, от западной Ютландии до острова Борнхольм. Несмотря на то, что общий вклад рыболовного сектора в экономику страны составляет лишь около 0,5%, Дания занимает пятое место в мире по экспорту рыбы и рыбной продукции. Около 20 000 датчан работают в сфере рыболовства, аквакультуры и связанных с ними отраслях.

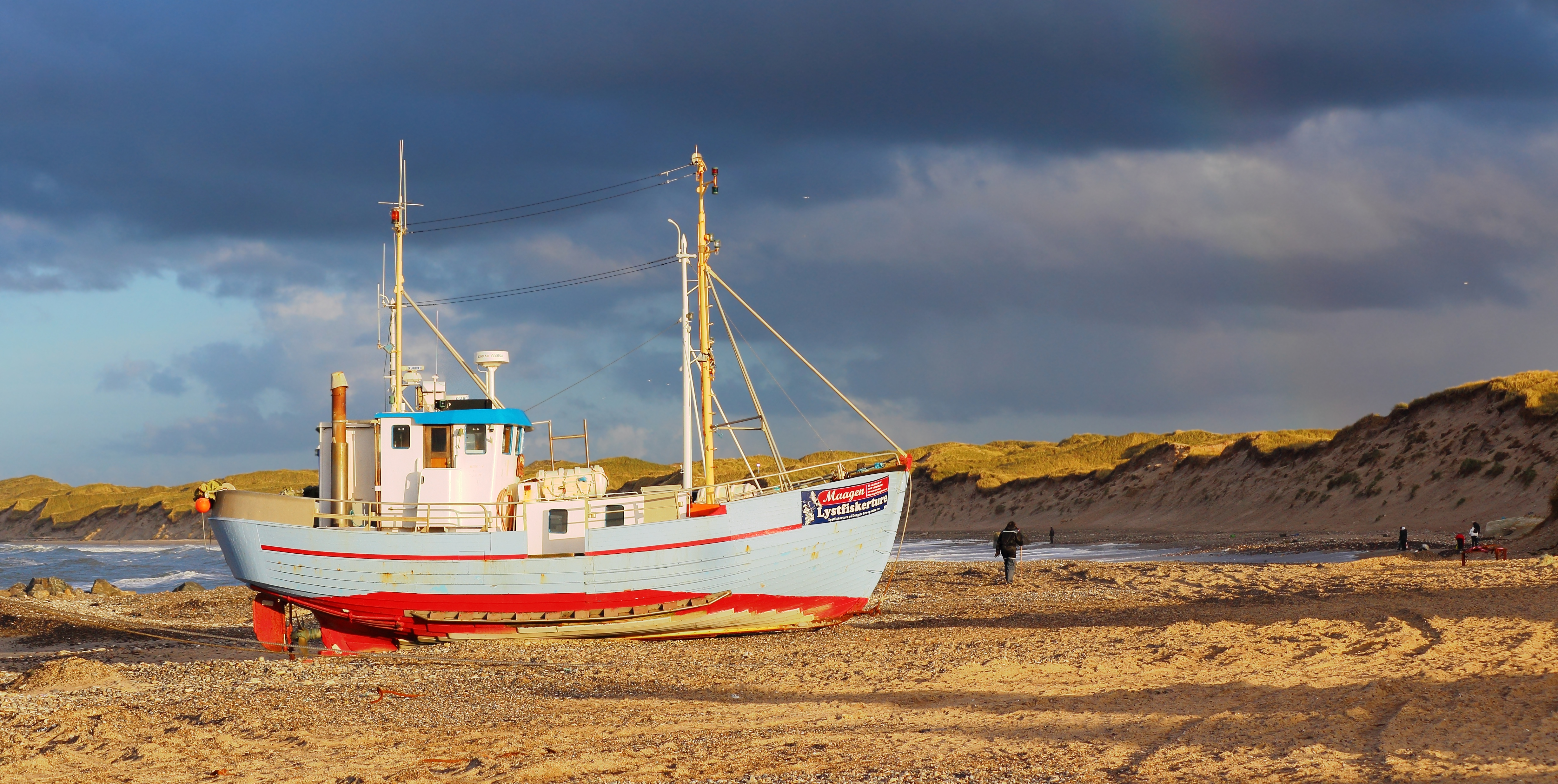
Рыболовецкое судно, Дания

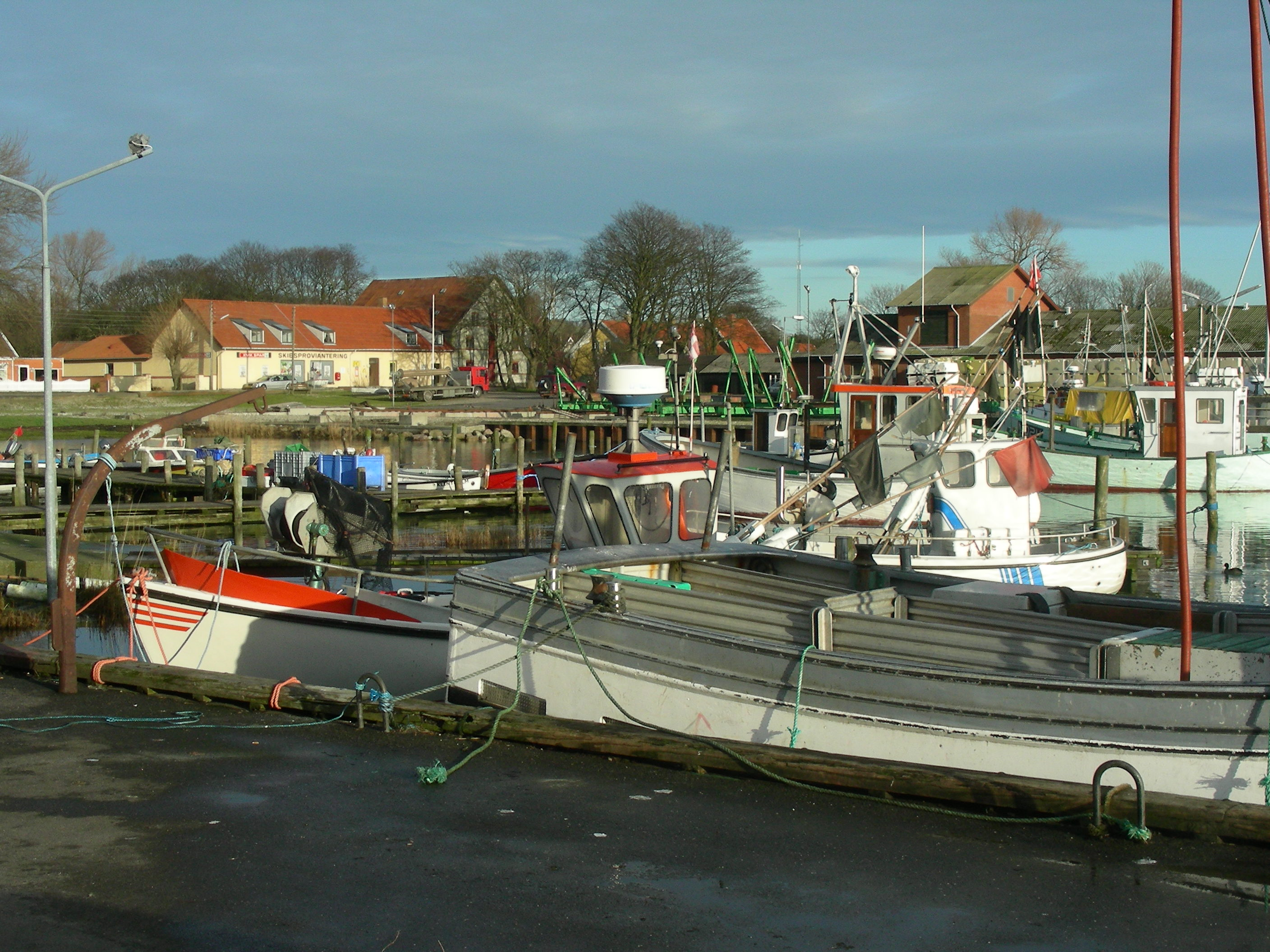
Клинтхольм Хавн, рыбацкая деревня на острове Мён на юго-востоке Дании

Длина побережья Дании составляет около 7300 км и поддерживает три основные категории рыбной промышленности: производство рыбной муки и рыбий жир, промысел пелагической рыбы для потребления человеком и придонное рыболовство, включающее белую рыбу, омаров и глубоководных креветок.
Ключевыми портами для придонного рыболовства являются Эсбьерг, Тиборён, Ханстхольм, Хиртсхальс и Скаген. При этом на Северное море и район Скагена приходится 80% улова.

## История

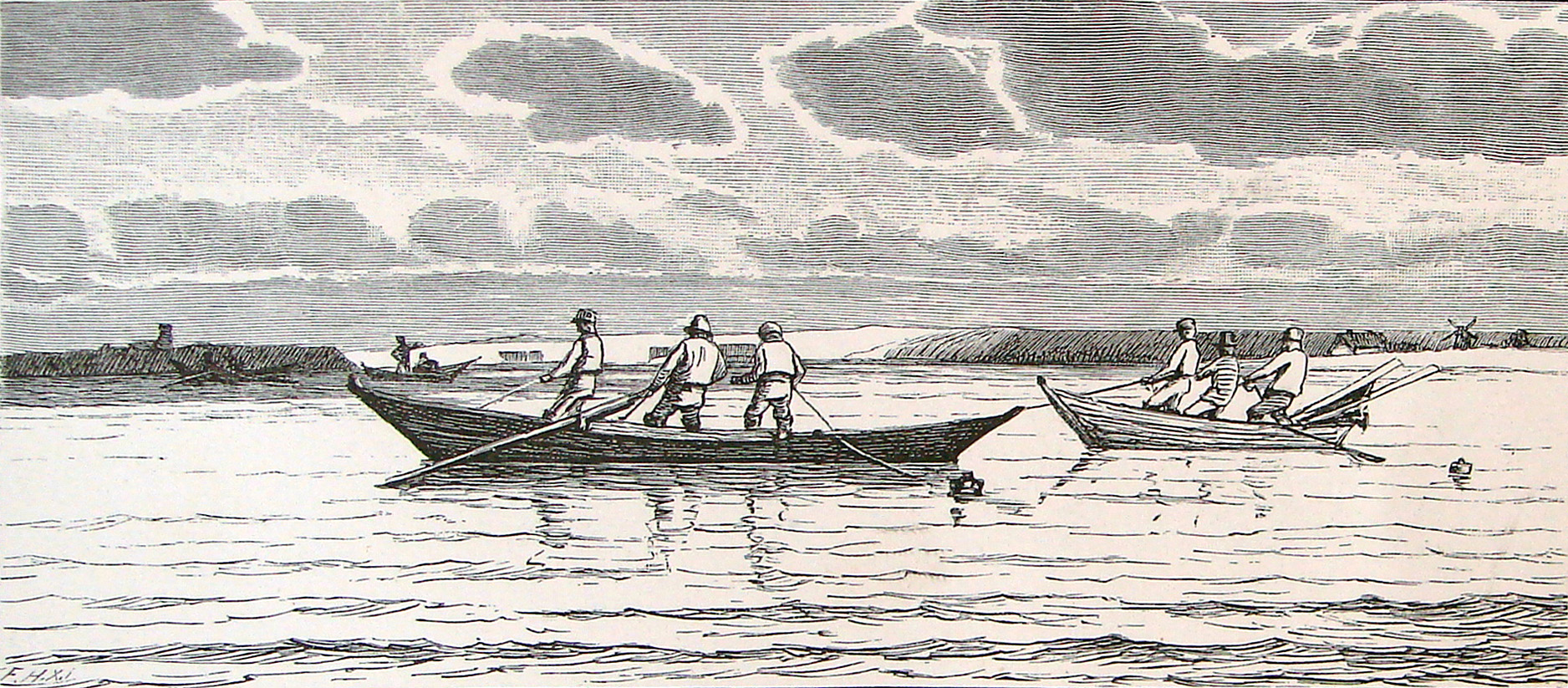
Лим-фьорд, 1893 год

Рыболовная промышленность в Дании является основным источником дохода для домохозяйств. Хотя рыбная ловля практиковалась ещё в Средние века, особенно в прибрежных районах Дании, где угрей ловили плетёными ловушками, первые инновации в рыболовстве были зафиксированы только в 1849 году, когда была внедрена техника ловли «датский невод» или «якорный невод», что привело к беспрецедентному объёму уловов из Лим-фьорда.
В 1856 году Датская королевская торговая монополия, действовавшая с 1709 года, была отменена. В 1872 году первые рыболовные суда начали работать у восточного побережья Исландии, когда деревянные суда были заменены стальными, изготовленными в Англии. Это создало множество новых возможностей для фарерцев и сыграло важную роль в развитии их рыболовной промышленности. Этот метод рыбной ловли распространился на Эсбьерг на юго-западном побережье Ютландии в 1880 году, когда транспортировка с использованием железнодорожных связей упростила экспорт в Европу. Эсбьерг стал популярным местом для всех датчан для ловли камбалы в начале 1900 года, когда моторизованные лодки также были внедрены для операций.
В 1939–1940 годах судоверфь Торсхавн на Фарерских островах построила судно «Вонин» (Надежда), которое стало первым судном Дании. С 1920 по 1950 годы рыболовные суда, известные как «синие корабли Дании», активно использовались для глубоководного рыболовства.